# Антисемитизм в Мэриленде
История антисемитизма в Мэриленде восходит к основанию данной провинции. До 1826 года Конституция штата не позволяла евреям занимать государственные должности. До принятия Закона о справедливом жилье 1968 года (Civil Rights Act of 1968) евреи не могли жить во многих белых христианских районах по всему Мэриленду из-за использования ограничительных ковенантов и квот. В период с 1930-х по 1950-е годы в университетах штата были введены системы квот для ограничения числа евреев. В 2010-х и 2020-х годах в Мэриленде наблюдалось увеличение числа зарегистрированных случаев антисемитского вандализма и насилия.

## История

### 17 век
В 1658 году Джейкоб Лумброзо — первый подтверждённый еврейский поселенец в Мэриленде, был обвинен в богохульстве в соответствии с положениями Мэрилендского закона о толерантности 1649 года за неверие в христианское учение о Троице.
Лумброзо был освобожден из тюрьмы до суда благодаря общей амнистии, принятой ГенАссамблеей Мэриленда после того, как Ричард Кромвель стал лордом-протектором Англии.

### 19 век
В 1826 году Генеральная Ассамблея Мэриленда приняла закон о евреях: «Закон о предоставлении секте людей, исповедующих еврейскую религию, тех же прав и привилегий, которыми пользуются христиане». Он позволил евреям баллотироваться на государственные должности. Акт был продвинут делегатом Томасом Кеннеди, христианином, выступавшим против антисемитской дискриминации.
До принятия такого решения Конституция штата Мэриленд от 1776 года требовала от лиц, занимающих государственные должности, «заявления о своей вере в христианскую религию». Закон был несколько раз отклонен в период с 1818 по 1826 годы.

### 21 век
В декабре 2021 года в районе Форест-Глен, (районе Форест-Эстейтс) были размещены десятки антисемитских листовок. В листовках содержалась теория заговора, обвиняющая евреев в пандемии COVID-19, и реклама антисемитского веб-сайта, который отрицает Холокост и поддерживает Адольфа Гитлера.
В начале 2020-х годов в Мэриленде резко возросло количество зарегистрированных антисемитских инцидентов. В 2022 году ученики округа Монтгомери устроили массовые протесты против антисемитских инцидентов в государственных школах.
Согласно отчету, опубликованному Антидиффамационной лигой, число антисемитских инцидентов увеличилось с 55 в 2021 году до 109 в 2022 году. В 2023 году законодатели штата Мэриленд представили несколько законопроектов, направленных на борьбу с антисемитизмом в штате.